# Saitis
Saitis Simon, 1876 è un genere di ragni appartenente alla famiglia Salticidae.

## Distribuzione
Le 33 specie oggi note rendono questo genere cosmopolita.
In Italia sono state reperite due specie di questo genere, S. barbipese S. tauricus. 

## Tassonomia

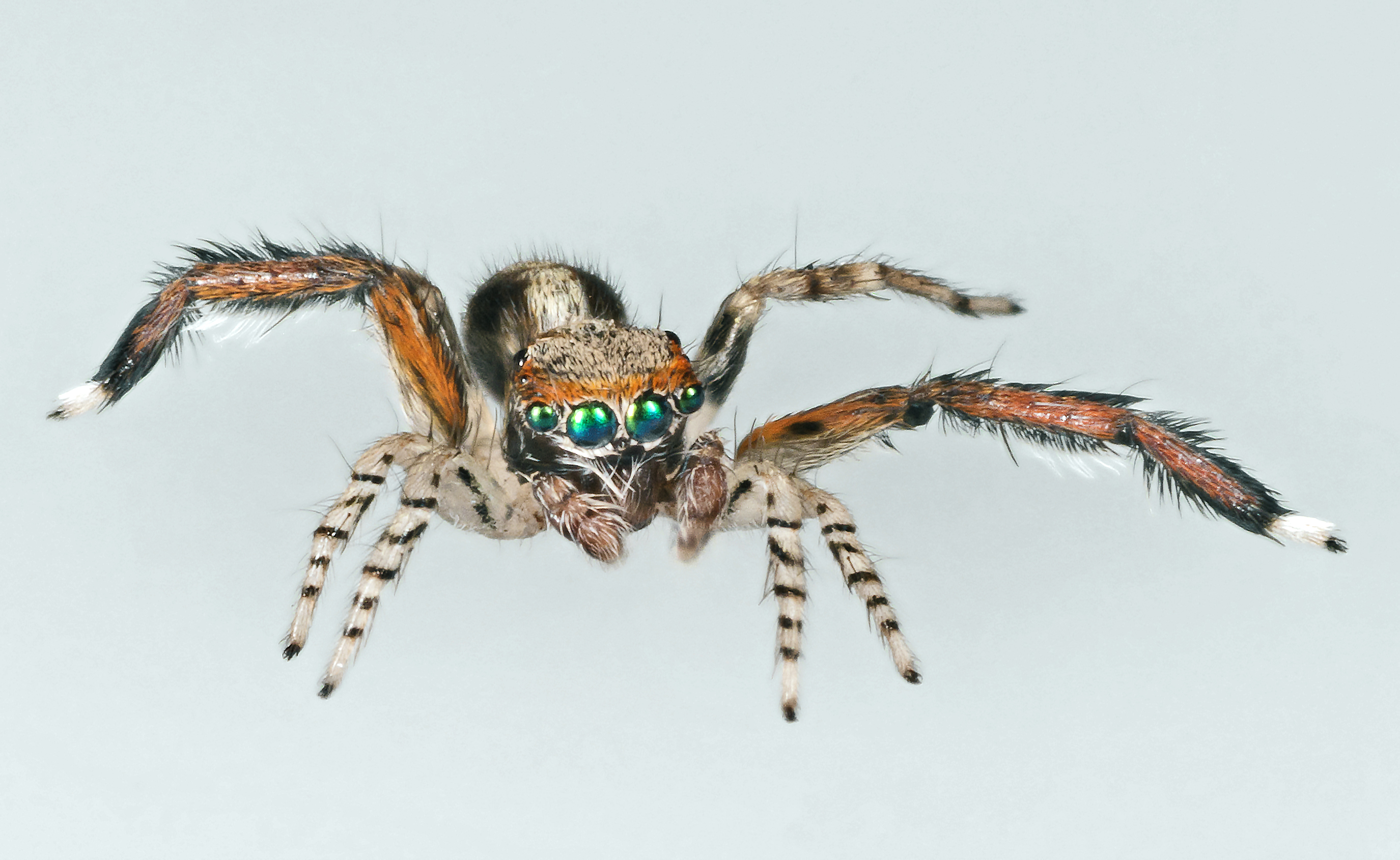
Saitis barbipes, maschio, pattern oculare

Questo genere non è un sinonimo anteriore di Prostheclina Keyserling, 1882, a seguito di uno studio di Davies e Zabka del 1989.
A dicembre 2010, si compone di 33 specie:
1. Saitis annae Cockerell, 1894 — Giamaica
2. Saitis aranukanus Roewer, 1944 — Isole Gilbert
3. Saitis ariadneae Logunov, 2001 — Creta
4. Saitis auberti Berland, 1938 — Nuove Ebridi
5. Saitis barbipes (Simon, 1868)[4] — Mediterraneo (presente in Italia), Europa centrale (introdotto?)
6. Saitis berlandi Roewer, 1951 — Nuove Ebridi
7. Saitis breviusculus Simon, 1901 — Gabon
8. Saitis catulus Simon, 1901 — Venezuela
9. Saitis chaperi Simon, 1885 — India, Sri Lanka
10. Saitis cupidon (Simon, 1885) — Nuova Caledonia
11. Saitis cyanipes Simon, 1901 — Brasile
12. Saitis graecus Kulczyński, 1905 — Grecia
13. Saitis imitatus (Simon, 1868) — Croazia, Montenegro
14. Saitis insectus (Hogg, 1896) — Australia centrale
15. Saitis insulanus Rainbow, 1920 — Isola Lord Howe
16. Saitis lacustris Hickman, 1944 — Australia centrale
17. Saitis latifrons Caporiacco, 1928 — Libia
18. Saitis leighi Peckham & Peckham, 1903 — Sudafrica
19. Saitis magniceps (Keyserling, 1882) — Queensland
20. Saitis magnus Caporiacco, 1947 — Etiopia
21. Saitis marcusi Soares & Camargo, 1948 — Brasile
22. Saitis mundus Peckham & Peckham, 1903 — Africa orientale e meridionale
23. Saitis nanus Soares & Camargo, 1948 — Brasile
24. Saitis perplexides (Strand, 1908) — Giamaica
25. Saitis relucens (Thorell, 1877) — Celebes
26. Saitis sengleti (Metzner, 1999) — Grecia, Creta
27. Saitis signatus (Keyserling, 1883) — località sconosciuta
28. Saitis speciosus (O. P.-Cambridge, 1874) — Nuovo Galles del Sud
29. Saitis spinosus (Mello-Leitão, 1945) — Argentina
30. Saitis splendidus (Walckenaer, 1837) — Timor (Indonesia)
31. Saitis taeniatus Keyserling, 1883 — Australia
32. Saitis tauricus Kulczynski, 1905 — Bulgaria, Grecia, Macedonia, Turchia, Ucraina
33. Saitis variegatus Mello-Leitão, 1941 — Argentina

### Specie trasferite
In questo genere dall'ampia variabilità di caratteristiche, al dicembre 2010 si contano ben 22 specie trasferite ad altri generi:
1. Saitis defloccatus Peckham & Peckham, 1901; trasferita al genere Compsodecta[1]
2. Saitis heteropogon Simon, 1909; trasferita al genere Lycidas
3. Saitis illustris (C. L. Koch, 1846); trasferita al genere Eris
4. Saitis inutilis Peckham & Peckham, 1901; trasferita al genere Caribattus
5. Saitis labyrintheus Mello-Leitão, 1947; trasferita al genere Mopiopia
6. Saitis lusitanicus Simon, 1901; trasferita al genere Euophrys
7. Saitis michaelseni Simon, 1909; trasferita al genere Lycidas
8. Saitis michaelseni obscurior Simon, 1909; trasferita al genere Lycidas
9. Saitis morgani (Peckham & Peckham, 1901); trasferita al genere Anasaitis
10. Saitis nigriceps (Keyserling, 1882); trasferita al genere Lycidas
11. Saitis nigrimanus Mello-Leitão, 1945; trasferita al genere Euophrys
12. Saitis nigritibiis Caporiacco, 1941; trasferita al genere Rafalus
13. Saitis pallidus (Keyserling, 1882); trasferita al genere Prostheclina
14. Saitis pavonis Dunn, 1947; trasferita al genere Maratus
15. Saitis perplexus (Peckham & Peckham, 1901); trasferita al genere Maeotella
16. Saitis rainbowi Roewer, 1951; trasferita al genere Maratus
17. Saitis tristis Mello-Leitão, 1947; trasferita al genere Mopiopia
18. Saitis uncifer Tullgren, 1905; trasferita al genere Aphirape
19. Saitis venatorius (Peckham & Peckham, 1901); trasferita al genere Anasaitis
20. Saitis vespertilio Simon, 1901; trasferita al genere Maratus
21. Saitis viarius (Peckham & Peckham, 1901); trasferita al genere Siloca
22. Saitis volans (O. P.-Cambridge, 1874); trasferita al genere Maratus